# 釋志言
志言（?—?），北宋僧人，俗姓许，北宋寿春（今安徽寿县）人。
志言在汴京景德寺七俱胝院出家为僧，後师事诵经勤苦的清璲，志言忽然拜访清璲，跪前愿为弟子，清璲见他相貌奇古，为收他为徒。志言行为不同于一般人，善於预言，为人所重。宋仁宗经常召他入宫，让他预测吉凶。宋仁宗皇嗣未立，暗中派宦官到志言的住所，見他写有「十三郎」字樣。后来濮王赵允让的第十三子赵宗实即位为宋英宗。志言临终，仁宗遣内侍以真身塑像置寺中，赐名“显化禅师”。

## 延伸阅读
[在维基数据编辑]
 《宋史·卷462》，出自脱脱《宋史》